# Dario huli
Dario huli — тропічний прісноводний вид риб з південної Індії, належить до родини бадієвих (Badidae). Був виявлений у невеличкій притоці річки Тунга (англ. Tunga River) на півдні штату Карнатака.
Видова назва huli походить від місцевої назви тигра мовою каннада ಹುϬ. Це через те, що вертикальні смуги на тілі риб нагадують смуги тигра.
Нікхіл Суд (Nikhil Sood), акваріуміст з міста Бенгалуру, першим виявив місце, де водиться Dario huli, і допоміг індо-британській дослідницькій команді знайти цю рибку. Результати дослідження були опубліковані 2015 року в міжнародному журналі з таксономії Zootaxa.
Це вже другий представник роду даріо, виявлений в Південній Індії. Перший, Dario urops, був знайдений також у штаті Карнатака у 2012 році.

## Природне середовище
Dario huli водиться в невеличкій річці з чистою водою, піщаним дном, на якому зустрічається велике каміння та валуни. Ширина річки не перевищує 5 метрів, глибина до 2 метрів. Водна рослинність практично відсутня, за винятком кількох кущів лагенандри. Dario huli виловили серед рослинності, що звисає у воду вздовж берегів річки. Тримаються ці риби в нижніх та середніх шарах води.
З інших видів риб тут були виявлені Devario malabaricus, Rasbora dandia, Danio rerio, Lepidocephalichthys thermalis, Paracanthocobitis mooreh, Pterocryptis wynaadensis, Mastacembelus armatus, Channa gachua і Pseudosphromenus cupanus.

## Опис
У природі максимальна стандартна (без хвостового плавця) довжина Dario huli становить 2,4 см (самець).
Тіло видовжене, помірно стиснуте з боків. Контур спини трохи вигнутий, контур черева спереду вигнутий, далі йде прямо до початку анального плавця, а тоді підіймається в гору, утворюючи хвостове стебло. Довжина голови становить 31,1-33,3 % стандартної довжини.
Луска ктеноїдна на боках, циклоїдна на верхній частині голови. У бічній лінії 25 лусок.
Спинний плавець має 13 твердих і 9-10 м'яких променів, анальний 3 твердих і 7-8 м'яких, грудні по 1 твердому і 5 м'яких, хвостовий 22 промені. Хвостовий плавець округлий.
Хребців: 26.
Dario huli має жовтувато-бежеве фонове забарвлення, поверх якого проходять 8 чорних зигзагоподібних вертикальних смуг. Вони добре помітні навіть на череві.
Темна пляма із золотаво-зеленим лиском присутня на зябрових кришках. Є ще овальна, видовжена у вертикальному напрямку, темна пляма на корені хвостового плавця, але вона не завжди помітна.
Зовнішній край м'якопроменевої частини спинного й анального плавців має білувато-блакитне забарвлення.
Найбільш близьким видом є Dario urops.

## Утримання в акваріумі
У продажу цих риб знайти дуже важко. Тому й в акваріумах вони практично не зустрічаються.
Умови утримання й розведення Dario huli є типовими для представників роду.
Вони не підходять до звичайного спільного акваріумі, по-перше, через те, що можуть стати здобиччю великих риб, а, по-друге, в конкуренції з іншими рибами вони можуть не дістатися до корму й померти з голоду. Dario huli повільні в рухах і легко лякаються.
Всі види даріо є виразно територіальними рибами і, незважаючи на свої розміри, самці дуже агресивні у стосунках між собою. Кожен малюк-самець повинен мати в своєму розпорядженні територію площею не менше 30 см2. Виходячи з цієї цифри, слід вибирати розміри акваріума для утримання риб. Для 1 самця і 2-3 самок потрібен акваріум довжиною щонайменше 45 см. Щоб риби почувалися спокійно, їх слід забезпечити густими кущами рослин і достатньою кількістю укриттів і схованок. Найкращий ґрунт — м'який пісок, але можна використовувати й гравій.
Рибам пропонують дрібний живий або заморожений корм.
У нерестовий період самець починає агресивно захищати свою територію, його забарвлення посилюється, він починає загравати до самок. Готова до нересту самка заходить на територію, що перебуває під охороною самця, і там риби відкладають ікру. Нерестяться на рослинний субстрат.
Інкубаційний період триває 2-3 дні, ще близько тижня личинки харчуються за рахунок жовткового мішка, а коли його запаси останнього вичерпуються, вони перетворюються на мальків і починають самостійне життя. Мальки дуже дрібні, спочатку їх необхідно годувати інфузоріями.